# 리투아니아 총리
리투아니아의 총리(리투아니아어: Lietuvos ministrai pirmininkai)는 리투아니아 정부(행정부)의 우두머리이며, 세이마스(리투아니아 의회)에서 선출된다. 최근 총리 관련 제도는 1990년에 확립된 것이지만, 1992년 11월 25일까지는 '각료 평의회 의장(리투아니아어: Ministrų tarybos pirmininkai)'이라고 불렸다. 이 직책은 소련 붕괴 직전 리투아니아의 독립을 위해 설치된 정치 조직인 사유디스에 의해서 설치되었다.
| 초상                                    | 초상                | 성명 (생몰)                           | 임기                | 임기                | 정당                    |
| 초상                                    | 초상                | 성명 (생몰)                           | 취임                | 퇴임                | 정당                    |
| Lietuvos Respublika                     | Lietuvos Respublika | Lietuvos Respublika                   | Lietuvos Respublika | Lietuvos Respublika | Lietuvos Respublika     |
| --------------------------------------- | ------------------- | ------------------------------------- | ------------------- | ------------------- | ----------------------- |
| 1                                       |                     | 아우구스티나스 볼데마라스 1883–1942   | 1918년 11월 11일    | 1918년 12월 26일    | 국민진보당              |
| 2                                       |                     | 미콜라스 슬레제비추스 1882–1939       | 1918년 12월 26일    | 1919년 3월 12일     | 농민연합                |
| 3                                       |                     | 프라나스 도비다이티스 1886–1942       | 1919년 3월 12일     | 1919년 4월 12일     | 리투아니아 기독교민주당 |
| (2)                                     |                     | 미콜라스 슬레제비추스 1882–1939       | 1919년 4월 12일     | 1919년 10월 7일     | 농민연합                |
| 4                                       |                     | 에르네스타스 갈바나우스카스 1882–1967 | 1919년 10월 7일     | 1920년 6월 19일     | 무소속                  |
| 5                                       |                     | 카지스 그리뉴스 1866–1950             | 1920년 6월 19일     | 1922년 2월 2일      | 리투아니아 대중농민연합 |
| (4)                                     |                     | 에르네스타스 갈바나우스카스 1882–1967 | 1922년 2월 2일      | 1924년 6월 18일     | 무소속                  |
| 6                                       |                     | 안타나스 투메나스 1880–1946           | 1924년 6월 18일     | 1925년 2월 4일      | 리투아니아 기독교민주당 |
| 7                                       |                     | 빈타우타스 페르툴리스 1890–1942       | 1925년 2월 4일      | 1925년 9월 25일     | 리투아니아 농민협회     |
| 8                                       |                     | 레오나스 비스타라스 1890–1971         | 1925년 9월 25일     | 1926년 6월 15일     | 리투아니아 기독교민주당 |
| (2)                                     |                     | 미콜라스 슬레제비추스 1882–1939       | 1926년 6월 15일     | 1926년 12월 17일    | 리투아니아 대중농민연합 |
| (1)                                     |                     | 아우구스티나스 볼데마라스 1883–1942   | 1926년 12월 17일    | 1929년 9월 19일     | 리투아니아 국민연합     |
| 9                                       |                     | 유오자스 투벨리스 1882–1939           | 1929년 9월 19일     | 1934년 6월 12일     | 리투아니아 국민연합     |
| 9                                       | 1934년 6월 12일     | 유오자스 투벨리스 1882–1939           | 1935년 9월 6일      |                     | 리투아니아 국민연합     |
| 9                                       | 1935년 9월 6일      | 유오자스 투벨리스 1882–1939           | 1938년 3월 24일     |                     | 리투아니아 국민연합     |
| 10                                      |                     | 블라다스 미로나스 1880–1953           | 1938년 3월 24일     | 1938년 12월 5일     | 리투아니아 국민연합     |
| 10                                      | 1938년 12월 5일     | 블라다스 미로나스 1880–1953           | 1939년 3월 28일     |                     | 리투아니아 국민연합     |
| 11                                      |                     | 요나스 체르누스 1898–1977             | 1939년 3월 28일     | 1939년 11월 21일    | 리투아니아 국민연합     |
| 12                                      |                     | 안타나스 메르키스 1887–1955           | 1939년 11월 21일    | 1940년 6월 17일     | 리투아니아 국민연합     |
|                                         |                     | 빈차스 크레베미케비추스 1899–1980     | 1940년 6월 17일     | 1940년 8월 24일     | 리투아니아 공산당       |
| Lietuvos Tarybų Socialistinė Respublika |                     |                                       |                     |                     |                         |
| 1                                       |                     | 메치슬로바스 게드빌라스 1901–1981     | 1940년 8월 25일     | 1946년 4월 2일      | 리투아니아 공산당       |
| Lietuvos Tarybų Socialistinė Respublika |                     |                                       |                     |                     |                         |
| 1                                       |                     | 메치슬로바스 게드빌라스 1901–1981     | 1946년 4월 2일      | 1956년 1월 16일     | 리투아니아 공산당       |
| 2                                       |                     | 모티에유스 슈우마우스카스 1905–1982   | 1956년 1월 16일     | 1967년 4월 14일     | 리투아니아 공산당       |
| 3                                       |                     | 유오자스 마니우시스 1910–1987         | 1967년 4월 14일     | 1981년 1월 16일     | 리투아니아 공산당       |
| 4                                       |                     | 링가우다스 송가일라 1929–2019         | 1981년 1월 16일     | 1985년 11월 18일    | 리투아니아 공산당       |
| 5                                       |                     | 빈타우타스 사칼라우스카스 1933–2001   | 1985년 11월 18일    | 1990년 3월 17일     | 리투아니아 공산당       |
| Lietuvos Respublika                     |                     |                                       |                     |                     |                         |
| 1                                       |                     | 카지미라 프룬스키에네 1943-           | 1990년 3월 17일     | 1991년 1월 10일     | 무소속                  |
| 2                                       |                     | 알베르타스 시메나스 1950-             | 1991년 1월 10일     | 1991년 1월 13일     | 무소속                  |
| 3                                       |                     | 게디미나스 바그노루스 1957-           | 1991년 1월 13일     | 1992년 7월 21일     | 무소속                  |
| 4                                       |                     | 알렉산드라스 아비샬라 1955-           | 1992년 7월 21일     | 1992년 12월 2일     | 무소속                  |
| 5                                       |                     | 로니슬로바스 루비스 1938–2011         | 1992년 12월 12일    | 1993년 3월 10일     | 무소속                  |
| 6                                       |                     | 아돌파스 슐레제비추스 1948–           | 1993년 3월 10일     | 1996년 2월 15일     | 민주노동당              |
| 7                                       |                     | 라우리나스 스탄케비추스 1935–2017     | 1996년 2월 15일     | 1996년 11월 19일    | 민주노동당              |
| (3)                                     |                     | 게디미나스 바그노루스 1957-           | 1996년 11월 19일    | 1999년 5월 4일      | 조국연합-기민당         |
| -                                       |                     | 이레나 데구티에네 1949-               | 1996년 5월 4일      | 1999년 5월 18일     | 조국연합-기민당         |
| 8                                       |                     | 롤란다스 팍사스 1956-                 | 1999년 5월 18일     | 1999년 10월 27일    | 조국연합-기민당         |
| -                                       |                     | 이레나 데구티에네 1949-               | 1999년 10월 27일    | 1999년 11월 3일     | 조국연합-기민당         |
| 9                                       |                     | 안드류스 쿠빌류스 1956-               | 1999년 11월 3일     | 2000년 10월 19일    | 조국연합-기민당         |
| (8)                                     |                     | 롤란다스 팍사스 1956-                 | 2000년 10월 27일    | 2001년 6월 20일     | 자유연합                |
| -                                       |                     | 에우게니유스 겐트빌라스 1960-         | 2001년 6월 20일     | 2001년 7월 4일      | 자유연합                |
| 10                                      |                     | 알기르다스 브라자우스카스 1932-2010   | 2001년 7월 4일      | 2004년 11월 15일    | 사회민주당              |
| 10                                      | 2004년 11월 29일    | 알기르다스 브라자우스카스 1932-2010   | 2006년 6월 1일      |                     | 사회민주당              |
| -                                       |                     | 지그만타스 발치티스 1953-             | 2006년 6월 1일      | 2006년 7월 4일      | 사회민주당              |
| 11                                      |                     | 게디미나스 키르킬라스 1951-           | 2006년 7월 4일      | 2008년 12월 9일     | 사회민주당              |
| (9)                                     |                     | 안드류스 쿠빌류스 1956-               | 2008년 12월 9일     | 2012년 12월 13일    | 조국연합-기민당         |
| 12                                      |                     | 알기르다스 부트케비추스 1958-         | 2012년 12월 13일    | 2016년 12월 13일    | 사회민주당              |
| 13                                      |                     | 사울류스 스크베르넬리스 1968-         | 2016년 12월 13일    | 2020년 11월 25일    | 무소속                  |
| 14                                      |                     | 잉그리다 시모니테 1974-               | 2020년 11월 25일    | 2024년 12월 14일    | 무소속                  |
| 15                                      |                     | 긴타우타스 팔루츠카스 1958-           | 2024년 12월 14일    | 현직                | 사회민주당              |